# ديفيد زيمر
ديفيد زيمر هو محامي وسياسي كندي، ولد في 7 أبريل 1944 في كيتشنر في كندا. حزبياً، نشط في الحزب الليبرالي في أونتاريو ‏. وقد انتخب عضو برلمان مقاطعة أونتاريو عن دائرة Willowdale (provincial electoral district) ‏ (2003 – 2018).